# 克鲁瓦马尔 (默尔特-摩泽尔省)
克鲁瓦马尔（法語：Croismare，法語發音：[kʁwamaʁ]）是法国默尔特-摩泽尔省的一个市镇，属于吕内维尔区。

## 地理
克鲁瓦马尔（48°35'57"N, 6°34'14"E）面积15.7 平方千米，位于法国大東部大區默尔特-摩泽尔省，该省份为法国东北部内陆省份，是洛林的一部分，北邻比利时、卢森堡，北起顺时针与摩泽尔省、下莱茵省、孚日省和默兹省接壤。
与克鲁瓦马尔接壤的市镇（或旧市镇、城区）包括：尚特厄、克里永、若利韦、拉讷沃维尔欧布瓦、马兰维莱、蒙塞勒莱吕内维尔、雄维莱尔。

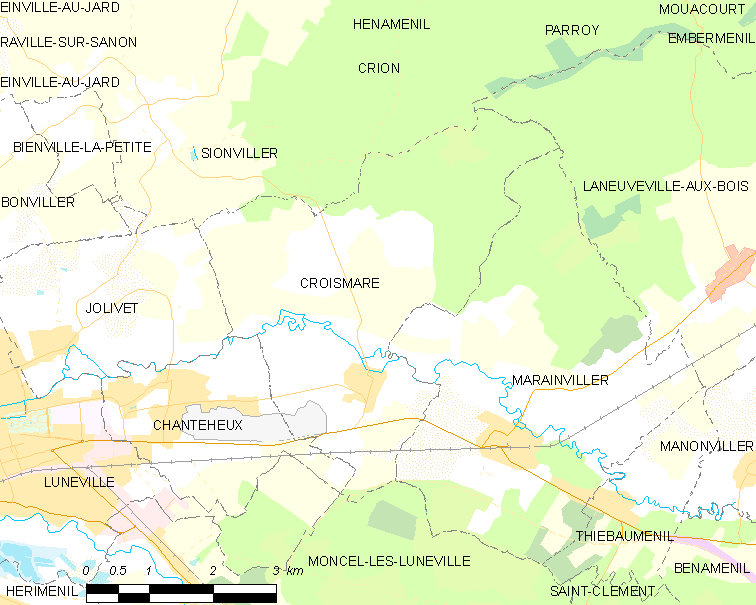
的OSM定位图

克鲁瓦马尔的时区为UTC+01:00、UTC+02:00（夏令时）。

## 行政
克鲁瓦马尔的邮政编码为54300，INSEE市镇编码为54148。

## 政治
克鲁瓦马尔所属的省级选区为吕内维尔第一县。

## 人口

1962-2008年间人口变化图示

克鲁瓦马尔于2022年1月1日时的人口数量为632人。